# Deunong
Deunong is een bestuurslaag in het regentschap Aceh Besar van de provincie Atjeh, Indonesië. Deunong telt 1066 inwoners (volkstelling 2010).